# 李臨秋
李臨秋（1909年—1979年），臺灣臺北人，流行音樂作詞者，一生出版作品八十餘首，最知名的是〈望春風〉。

## 生平
生於雙連，後移居大稻埕。李家祖上經營碾米廠，父親是李忠漢，母親是陳天來姪女陳扁。李臨秋是長子，原家境優渥，接受私塾教育，漢語功底深厚。
1923年，父親替朋友作保，賠光財產，憂鬱逝世。小學畢業的李臨秋便至永樂座茶房做倒水工。隨後去高砂啤酒廠做工，同時進修早稻田大學函授課程，1927年升任助理採購員。再讀成淵中學夜間部。
1932年，李臨秋至永樂座茶房擔任會計。工作中接觸辯士，對方鼓勵他創作歌詞、編劇、書寫電影本。首先為上海聯華電影公司《懺悔》、《一個紅蛋》等默片寫歌詞。1933年，李臨秋結合淡水河黃昏時的景色創作了〈望春風〉，廣受歡迎。此後還創作了〈對花〉、〈四季紅〉、〈無醉不歸〉、〈自由船〉等歌曲。李臨秋喜歡喝酒，經常在家和作曲家王雲峰推敲詞句，作好後還要咨詢妻子和母親。1948年，李臨秋擔任永樂座經理，結合當時台灣經濟崩潰、人心惶惶的情形，創作了〈補破網〉，此歌送審時，政府要求修改。
李臨秋感覺拍電影比寫歌詞賺錢，1955年，他成立永樂影業社，帶領小艷秋、紀露霞、白玲、李玉娟到香港拍電影，一開始拍〈桃花鄉〉很賺，後來〈搖鼓記〉、〈沉香扇〉巨虧。他只好關停公司、賣掉房子償債。
李臨秋之後去義勇消防大隊做主計，1977年將〈相思海〉、〈小陽春〉、〈半暝行〉交付由美歸國的林二教授重新譜曲。透過林二，結識了青年歌手林詩達，為之〈雨紛紛〉、〈白茉莉〉作詞，收於民謠風系列校園民歌個人專輯，1978年由海山唱片發行。
李臨秋的作品廣泛流傳，被譽為：「凡有井水處，即能歌李詞」。1979年李臨秋病逝後，輓聯寫著：「望春風，傳情、傳族聲、傳萬世；補破網，補情、補民心、補人間。」充分道盡他在台灣音樂史上的地位。
現今台北市內位於歸綏街與民樂街口的大稻埕公園，另有名「李臨秋紀念公園」，公園內設有李臨秋塑像及生平簡介以供後世瞻仰，還可看到「深夜燒酒夜來香」、「台灣一代歌謠詞人李臨秋」等字樣，許多民眾會專程前來大稻埕遊歷，追尋李臨秋的足跡。

## 家族
李臨秋有六個兒子。

## 作品
李臨秋傳世知名作品如下：
- 《懺悔》（1932年）：蘇桐作曲
- 《倡門賢母》（1932年）：蘇桐作曲
- 《望春風》（1933年）：鄧雨賢作曲
- 《一個紅蛋》（1933年）：鄧雨賢作曲
- 《人道》（1933年）：鄧雨賢作曲
- 《四季紅》（1935年）：鄧雨賢作曲
- 《四時春》
- 《對花》（1938年）：鄧雨賢作曲[6]
- 《補破網》（1948年）：王雲峰作曲
- 《相思海》（1977年）：林二作曲

此外尚有《瓶中花》、《一夜差錯》、《野玫瑰》、《送君詞》、《我愛你》、《閒花嘆》、《不敢叫》、《漂浪花》、《心酸酸》、《水蓮花》、《一夜恨》、《織布歌》、《小陽春》、《半暝行》、《飄風夜花》、《後悔前非》、《月照窗》、《想舊情》、《幽谷蘭》、《學海一孤舟》、《冤獄》、《夢中寄相思》、
《運呀！命呀！》、《新婚之夜》、《讚揚雪梅》、《浮雲》、《桃花恨》及《江上清風》等作品。

## 影視形象
| 年份 | 作品          | 演員   |
| ---- | ------------- | ------ |
| 2012 | 歌謠風華-初聲 | 張善為 |

## 延伸閱讀
- 《李臨秋與望春風的年代》，黃信彰，台北市文獻委員會，2009年4月1日